# Dorthe Schaltz
Dorthe Schaltz (ur. 22 września 1956) – duńska brydżystka, World Life Master (WBF), European Grand Master oraz European Champion w kategorii  Mixed (EBL).

## Wyniki brydżowe

### Olimpiady
Na olimpiadach uzyskała następujące rezultaty:
| Olimpiady brydżowe. Zawody teamów | Olimpiady brydżowe. Zawody teamów | Olimpiady brydżowe. Zawody teamów | Olimpiady brydżowe. Zawody teamów | Olimpiady brydżowe. Zawody teamów | Olimpiady brydżowe. Zawody teamów |
| Rok                               | Miejsce                           | Zawody                            | Kategoria                         | Drużyna                           | Pozycja                           |
| --------------------------------- | --------------------------------- | --------------------------------- | --------------------------------- | --------------------------------- | --------------------------------- |
| 2012                              | Lille                             | 2. Olimpiada Sportów Umysłowych   | Kobiety                           | Denmark                           | 9                                 |
| 1992                              | Salsomaggiore                     | 9. Olimpiada Teamów               | Open                              | Denmark                           | 5                                 |
| 1988                              | Wenecja                           | 8. Olimpiada Teamów               | Kobiety                           | Denmark                           | 1                                 |
| 1980                              | Valkenburg                        | 6. Olimpiada Teamów               | Kobiety                           | Denmark                           | 6                                 |

### Zawody światowe
W światowych zawodach zdobyła następujące lokaty:
| Mistrzostwa Świata. Konkurencja teamów | Mistrzostwa Świata. Konkurencja teamów | Mistrzostwa Świata. Konkurencja teamów | Mistrzostwa Świata. Konkurencja teamów | Mistrzostwa Świata. Konkurencja teamów | Mistrzostwa Świata. Konkurencja teamów |
| Rok                                    | Miejsce                                | Zawody                                 | Kategoria                              | Drużyna                                | Pozycja                                |
| -------------------------------------- | -------------------------------------- | -------------------------------------- | -------------------------------------- | -------------------------------------- | -------------------------------------- |
| 1998                                   | Lille                                  | 10. Mistrzostwa Świata                 | Open                                   | Schaltz                                | 33                                     |
| 1993                                   | Santiago                               | 31. Mistrzostwa Świata Teamów          | Open                                   | Denmark                                | 8                                      |

| Mistrzostwa Świata. Konkurencja indywidualna | Mistrzostwa Świata. Konkurencja indywidualna | Mistrzostwa Świata. Konkurencja indywidualna | Mistrzostwa Świata. Konkurencja indywidualna | Mistrzostwa Świata. Konkurencja indywidualna | Mistrzostwa Świata. Konkurencja indywidualna |
| Rok                                          | Miejsce                                      | Zawody                                       | Kategoria                                    | Pozycja                                      |                                              |
| -------------------------------------------- | -------------------------------------------- | -------------------------------------------- | -------------------------------------------- | -------------------------------------------- | -------------------------------------------- |
| 1996                                         | Paryż                                        | 3. Indywidualne Mistrzostwa Świata           | Kobiety                                      | 21                                           |                                              |

### Zawody europejskie
W europejskich zawodach zdobyła następujące lokaty:
| Zawody europejskie. Konkurencja teamów | Zawody europejskie. Konkurencja teamów | Zawody europejskie. Konkurencja teamów | Zawody europejskie. Konkurencja teamów | Zawody europejskie. Konkurencja teamów | Zawody europejskie. Konkurencja teamów |
| Rok                                    | Miejsce                                | Zawody                                 | Kategoria                              | Drużyna                                | Pozycja                                |
| -------------------------------------- | -------------------------------------- | -------------------------------------- | -------------------------------------- | -------------------------------------- | -------------------------------------- |
| 2014                                   | Mediolan                               | 13. Puchar Europy                      | Open                                   | Schaltz - Den                          | 3                                      |
| 2013                                   | Ostenda                                | 6. Otwarte Mistrzostwa Europy          | Miksty                                 | Schaltz                                | 3                                      |
| 2012                                   | Dublin                                 | 51. Mistrzostwa Europy Teamów          | Kobiety                                | Denmark                                | 13                                     |
| 2010                                   | Ostenda                                | 50. Mistrzostwa Europy Teamów          | Kobiety                                | Denmark                                | 11                                     |
| 2006                                   | Warszawa                               | 48. Mistrzostwa Europy Teamów          | Open                                   | Denmark                                | 15                                     |
| 2005                                   | Bruksela                               | 4. Puchar Europy Teamów                | Open                                   | Schaltz-Den                            | 2                                      |
| 2004                                   | Malmö                                  | 47. Mistrzostwa Europy Teamów          | Open                                   | Denmark                                | 9                                      |
| 2003                                   | Mentona                                | 1. Otwarte Mistrzostwa Europy          | Miksty                                 | Schaltz                                | 3                                      |
| 2002                                   | Salsomaggiore                          | 46. Mistrzostwa Europy Teamów          | Open                                   | Denmark                                | 14                                     |
| 2002                                   | Ostenda                                | 7. Mistrzostwa Europy Mikstów          | Miksty                                 | Auken                                  | 5                                      |
| 2001                                   | Teneryfa                               | 45. Mistrzostwa Europy Teamów          | Open                                   | Denmark                                | 6                                      |
| 2000                                   | Bellaria                               | 6. Mistrzostwa Europy Mikstów          | Miksty                                 | Auken J.                               | 1                                      |
| 1999                                   | Malta                                  | 44. Mistrzostwa Europy Teamów          | Open                                   | Denmark                                | 20                                     |
| 1998                                   | Akwizgran                              | 5. Mistrzostwa Europy Mikstów          | Miksty                                 | Koch-Palmund                           | 7                                      |
| 1995                                   | Vilamoura                              | 42. Mistrzostwa Europy Teamów          | Open                                   | Denmark                                | 7                                      |
| 1993                                   | Mentona                                | 41. Mistrzostwa Europy Teamów          | Open                                   | Denmark                                | 2                                      |
| 1981                                   | Birmingham                             | 35. Mistrzostwa Europy Teamów          | Kobiety                                | Denmark                                | 4                                      |

| Zawody europejskie. Konkurencja par | Zawody europejskie. Konkurencja par | Zawody europejskie. Konkurencja par | Zawody europejskie. Konkurencja par | Zawody europejskie. Konkurencja par | Zawody europejskie. Konkurencja par |
| Rok                                 | Miejsce                             | Zawody                              | Kategoria                           | Partner                             | Pozycja                             |
| ----------------------------------- | ----------------------------------- | ----------------------------------- | ----------------------------------- | ----------------------------------- | ----------------------------------- |
| 2003                                | Mentona                             | 1. Otwarte Mistrzostwa Europy       | Mikst                               | Lars Blakset                        | 13                                  |
| 2002                                | Ostenda                             | 7. Mistrzostwa Europy Mikstów       | Mikst                               | Peter Schaltz                       | 81                                  |
| 2000                                | Bellaria                            | 6. Mistrzostwa Europy Mikstów       | Mikst                               | Peter Schaltz                       | 10                                  |
| 1987                                | Paryż                               | 4. Mistrzostwa Europy Par           | Open                                | Flemming Dahl                       | 99                                  |

## Klasyfikacja
- Dorthe Schaltz – klasyfikacja WBF (ang.)
- Dorthe Schaltz – klasyfikacja EBL (ang.)